# LMV 3
Linia LMV 3 (pentru Linia de Mare Viteză 3, franceză LGV 3, neerlandeză HSL 3) este o linie de mare viteză din Belgia. Este al treilea element al rețelei belgiene de linii ferate de mare viteză, ce conține 4 elemente, și conectează orașul Liège cu orașul Aachen din Germania. Are o lungime de 56 km din care 42 km sunt de linie de mare viteză propriu zisă și 14 km sunt linie clasică modernizată. 
Linia LMV 3 este o continuare a liniei LMV 2 și permite legături feroviare rapide între nordul Franței și Belgia cu vestul Germaniei. Spre deosebire de linia LMV 2, linia LMV 3 va fi utilizată doar de trenuri de mare viteză, și anume de trenuri Thalys între Paris-Bruxelles-Liège și Aachen-Köln; și de trenuri ICE între Bruxelles și Aachen-Köln-Frankfurt. Datorită numărului mare de tuneluri și viaducte, și a lungimii relativ scurte a liniei, viteza maximă admisă este de doar 250-260 km/h. 
Inițial linia trebuia să fie dată în folosință din septembrie 2007 dar această dată nu a putut fi respectată datorită unor probleme de semnalizare. Linia este echipată cu sistemul de semnalizare ETCS dar trenurile ce pot circula pe această linie nu au fost echipate cu acest sistem de semnalizare. Primele trenuri de tip ICE au început să utilizeze linia de la data de 14 iunie 2009 iar trenurile Thalys au început să utilizeze linia de la data de 13 decembrie 2009.

## Traseu
Trenurile părăsesc gara Liège-Guillemins pe linia clasică în direcția Angleur accelerând progresiv până la 160 km/h. În dreptul gării Chênée acestea intră pe linia dedicată de mare viteză. La ieșirea din aglomerația Vaux-sous-Chèvremont linia intră în tunelul Soumagne. Acesta este unul dintre cele mai mari tunele din Belgia, având o lungime de 6505m și o declivitate între 17 și 20 la mie și cu o profunzime maximă de 127 m. După ieșirea din tunel linia se apropie de autostrada A3/E 40 de-a lungul căruia continuă până în apropierea localității Walhorn. Aici trece pe sub autostradă, printr-un tunel de 1.000 m lungime, după care se intersectează cu linia clasică Liège-Aachen. De aici trenurile sunt limitate la 160 km/h, traversează viaductul Hammerbrücke, localitatea Hergenrath și frontiera belgo-germană. Înainte de a intra în Aachen, linia traversează Tunelul Busch. Acesta este format din două tuneluri paralele, fiecare cu câte o singură linie, unul de 711m, dat în folosință în 2007 și unul de 691 m, dat în folosință în 1843, actualmente în reabilitare. Ieșirea din tunel este situată la intrearea în Gara centrală din Aachen (germană Aachen Hauptbahnhof). Pe secțiunea dintre forntiera belgiană și gara Aachen, odată terminată reabilitarea tunelului Busch, trenurile vor circula pe partea stânga în stilul belgian și nu pe dreapta ca în restul Germaniei.

## Galerie

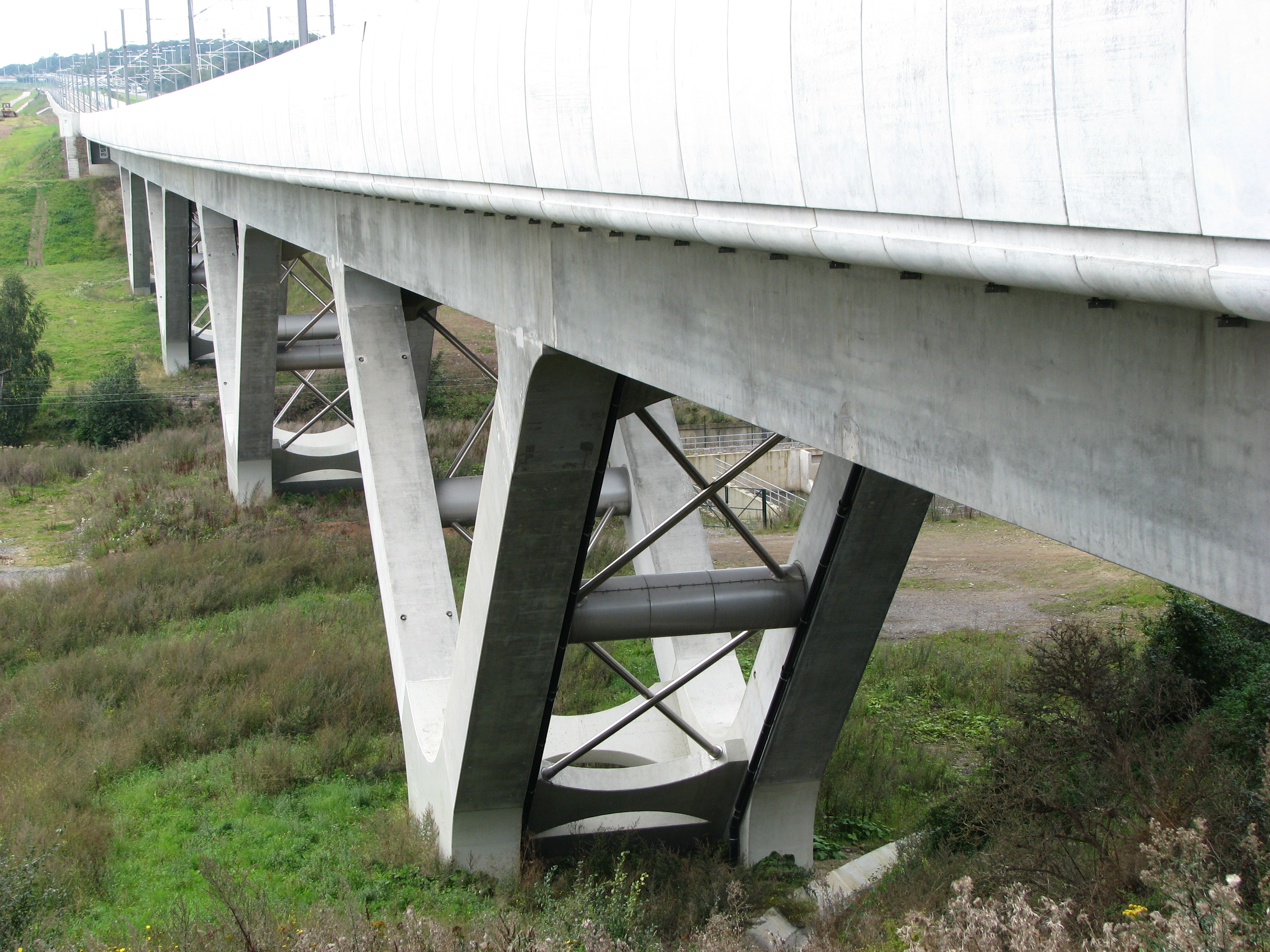
Viaductul Ruyff
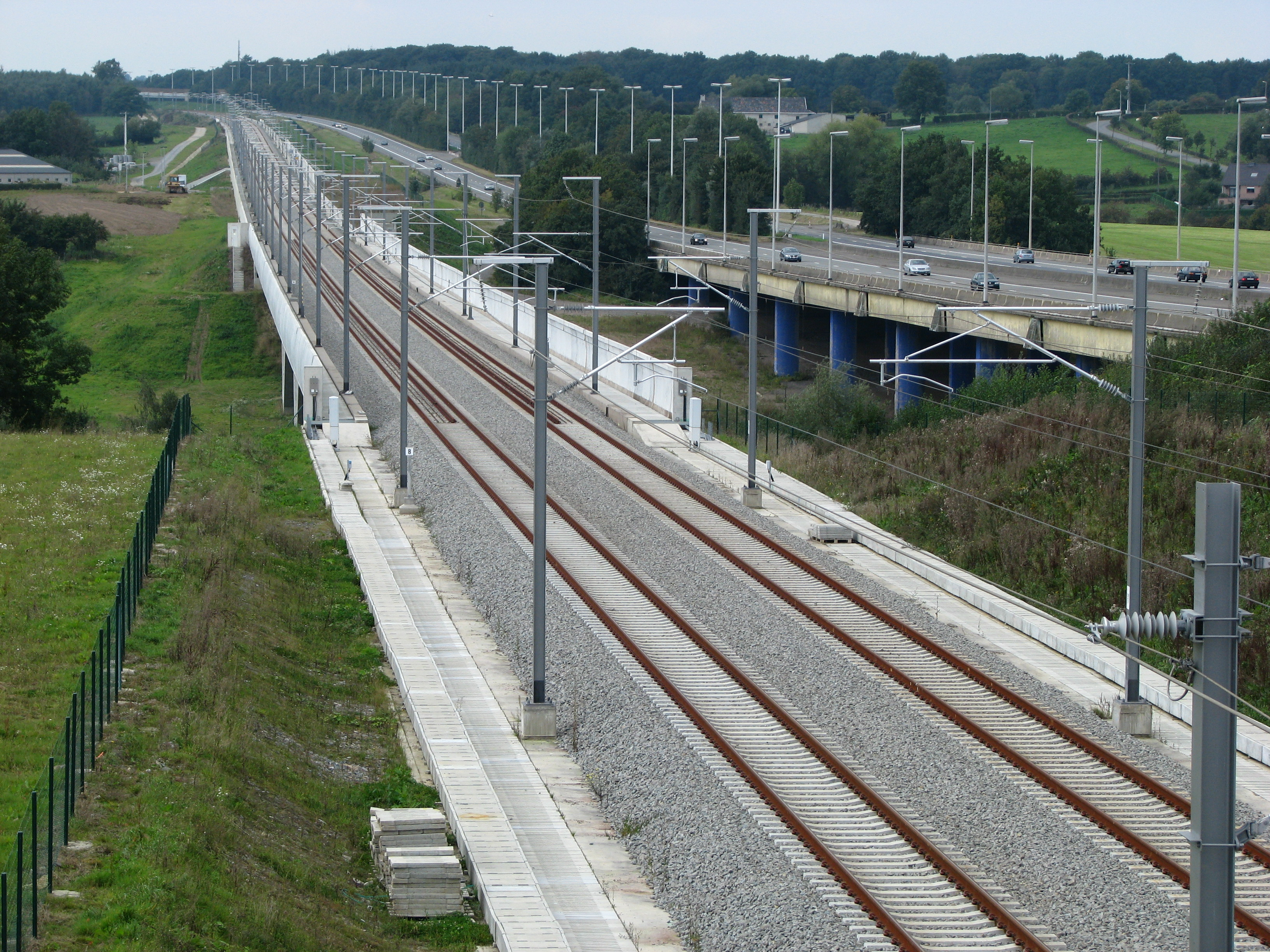
Viaductul Ruyff, paralel cu A3/E 40
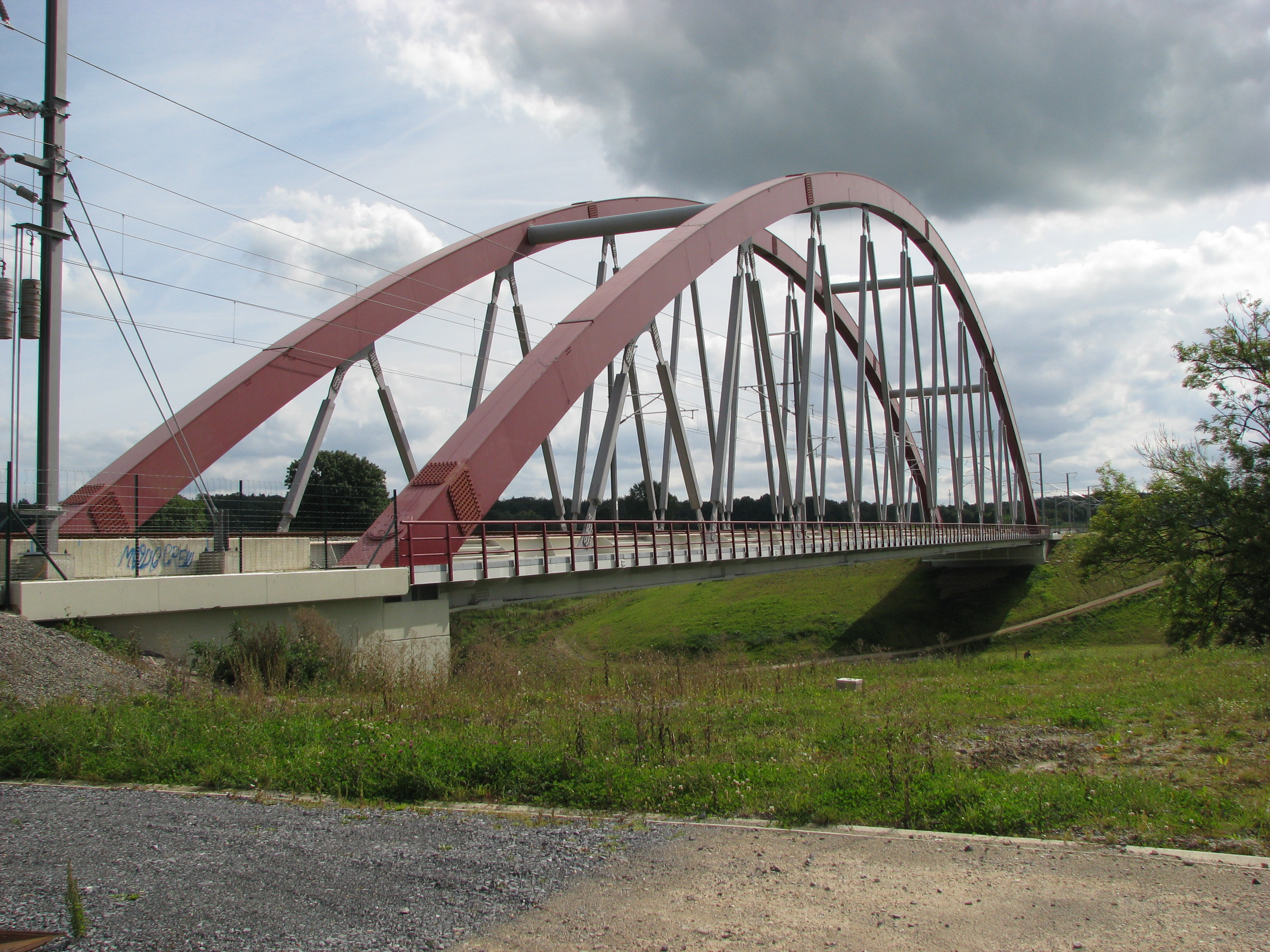
Pod în Hauset
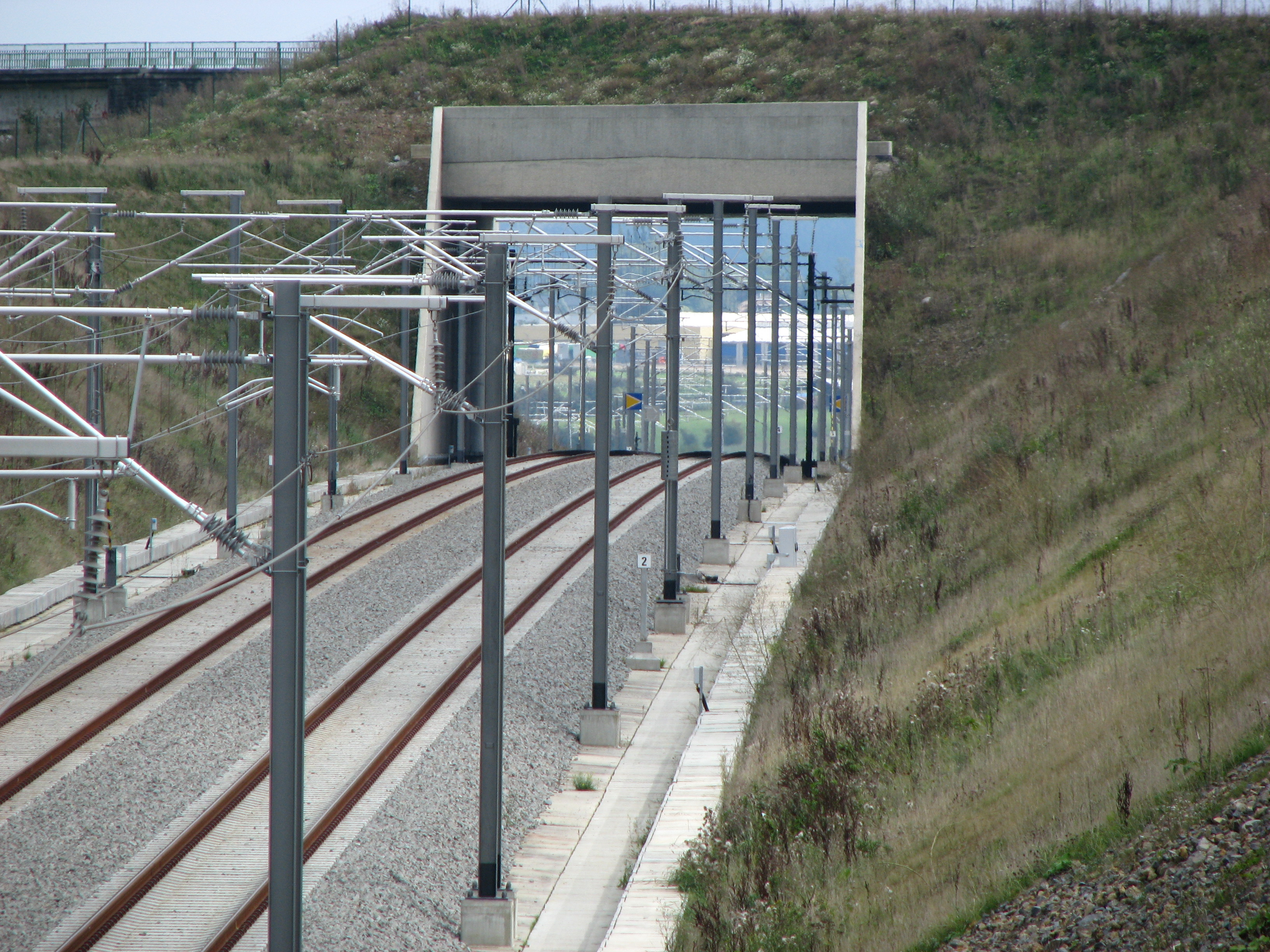
LMV 3 lângă Baelen
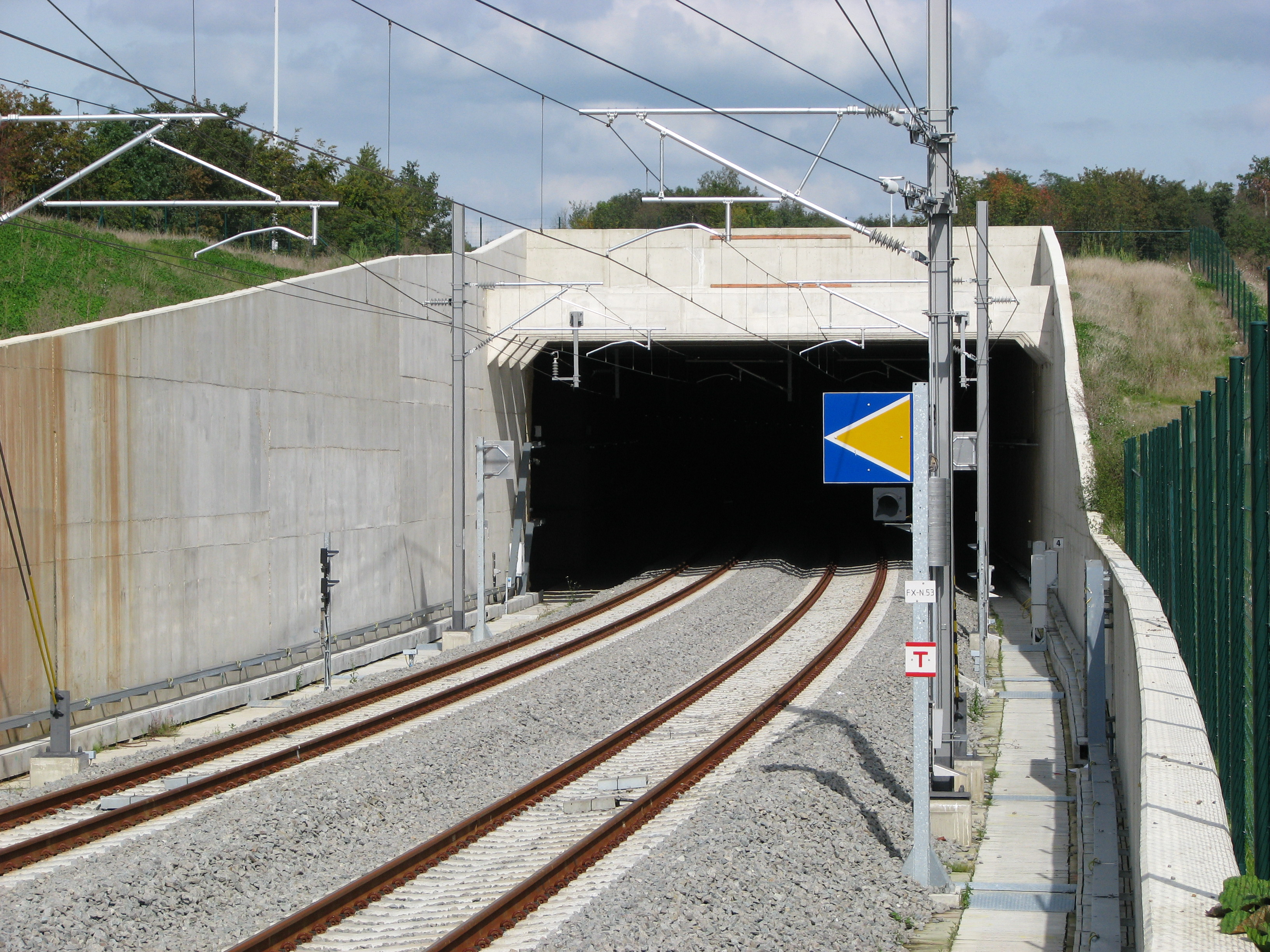
Intrarea vestică în tunelul Walhorn
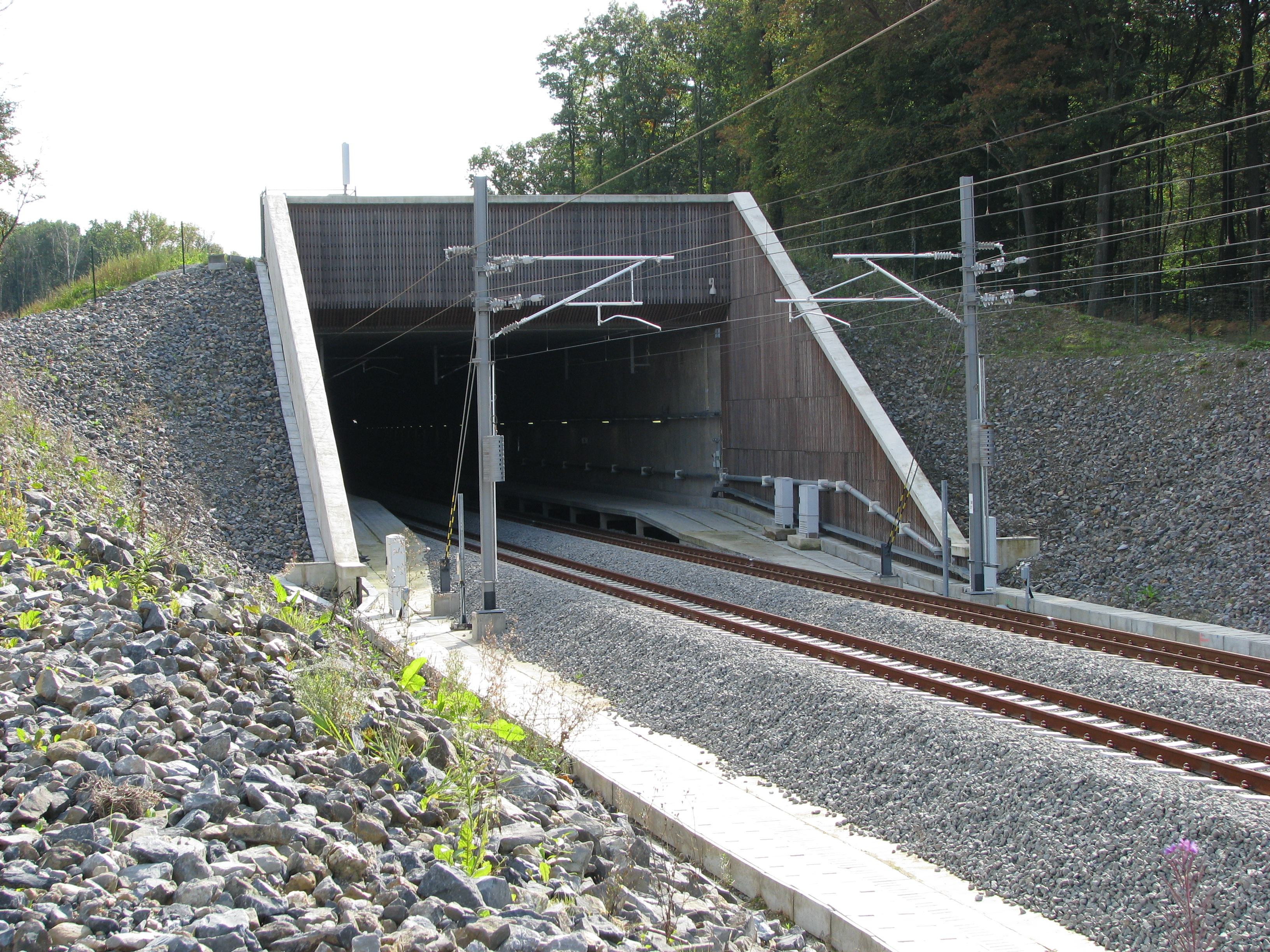
Intrarea estică în tunelul Walhorn
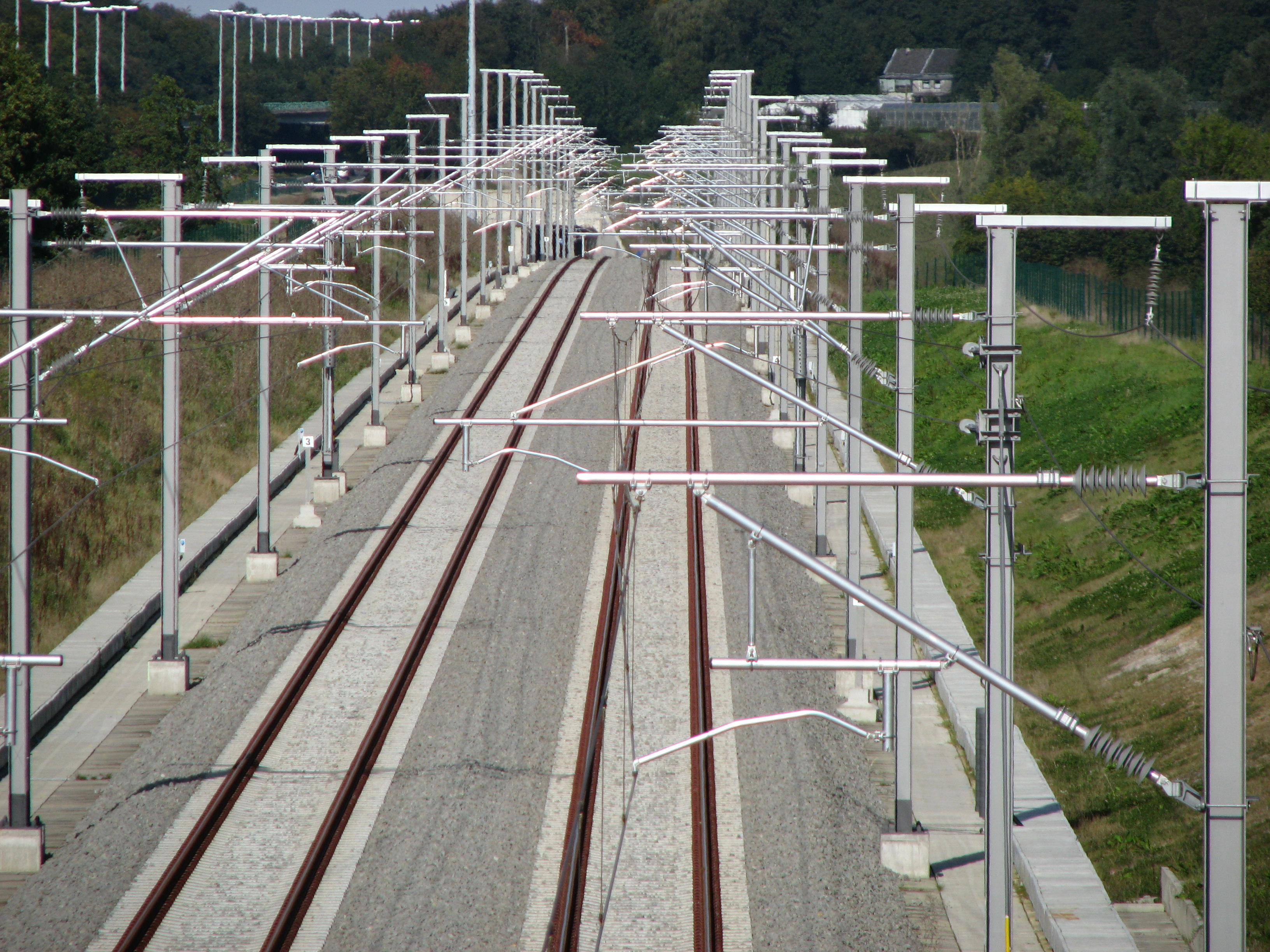
LMV 3 lângă Walhorn
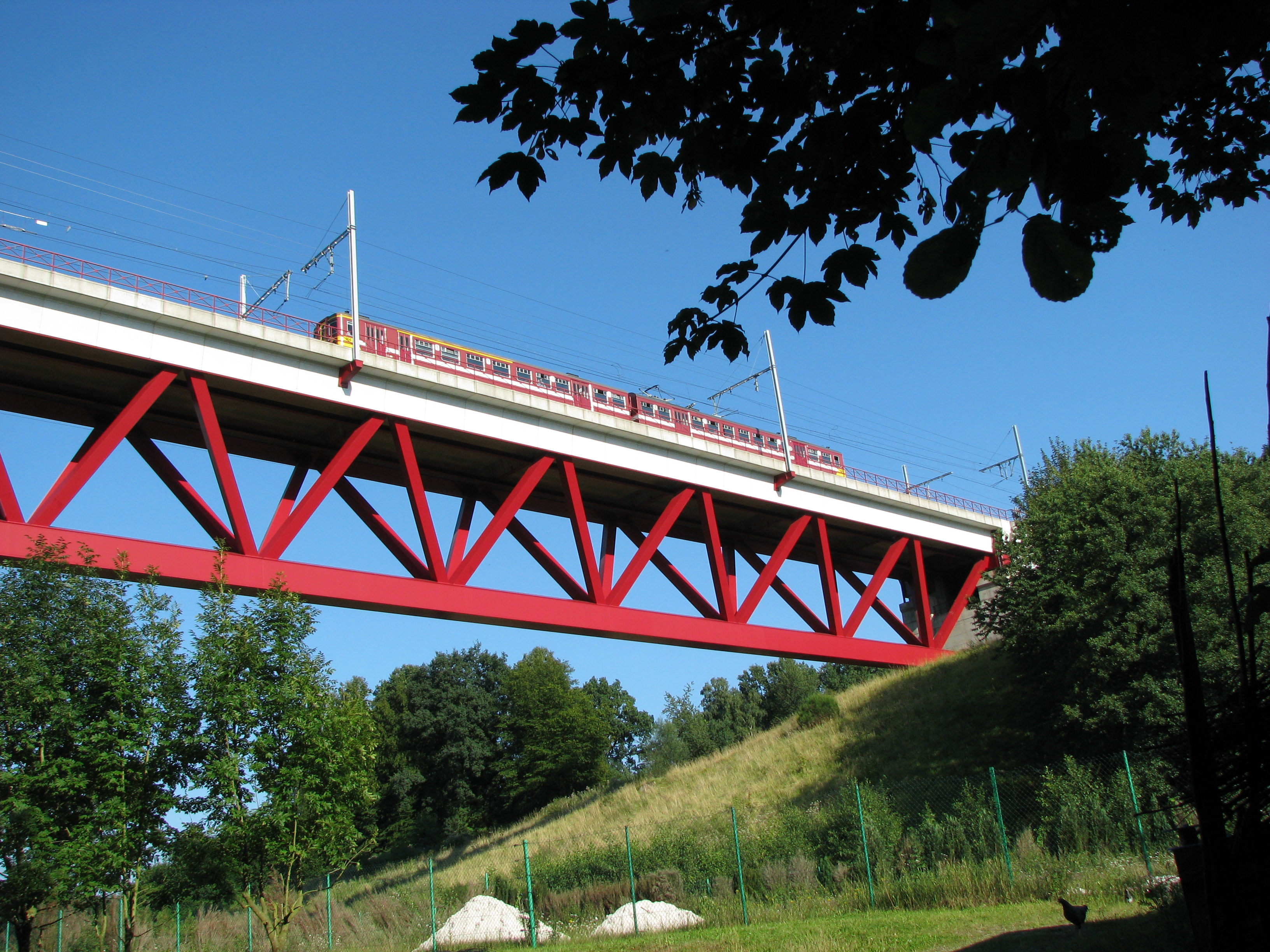
Hammerbrücke
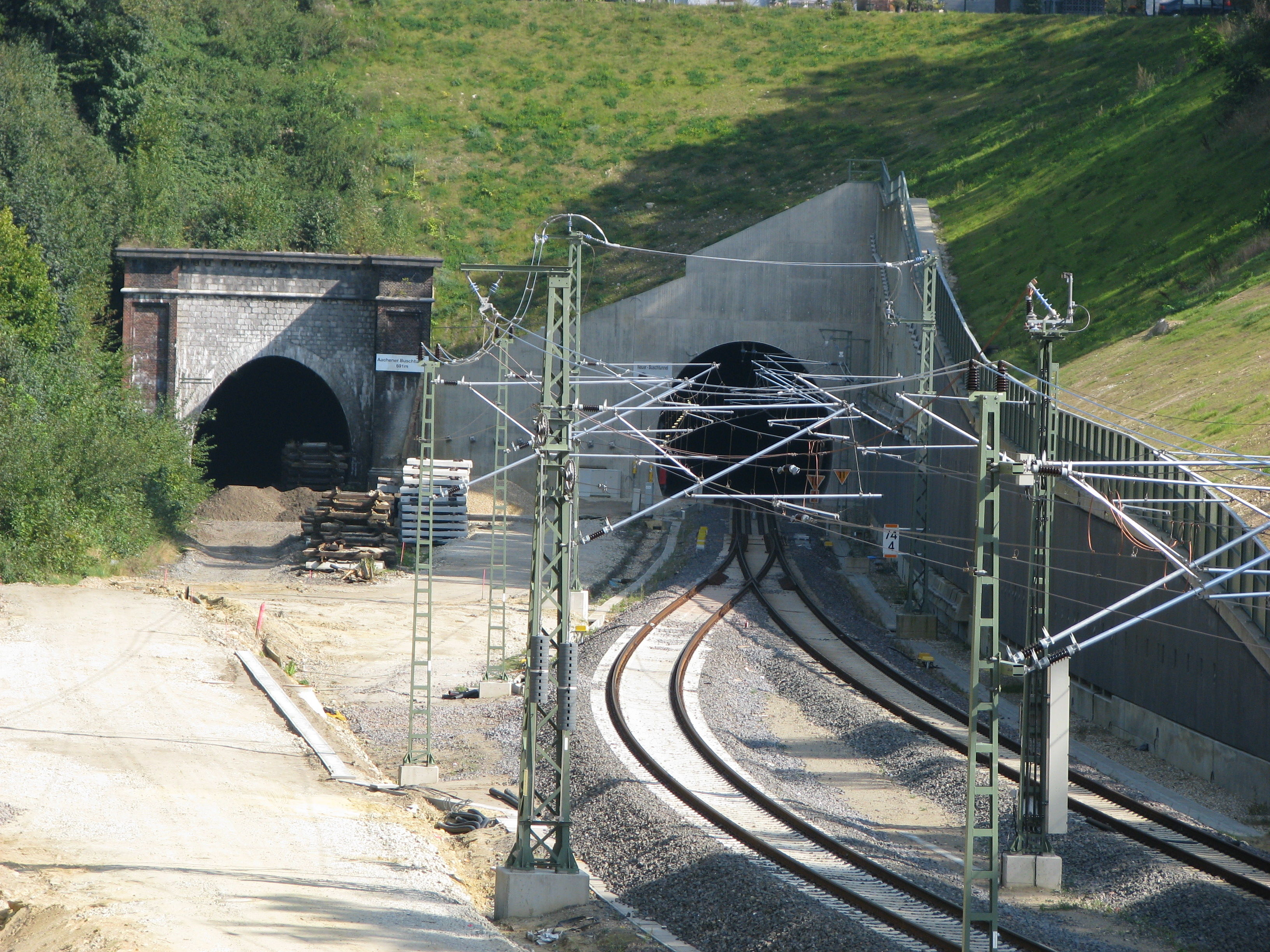
Tunelul Busch (vechi și nou)